# 黎至詢
黎至詢（越南语：／，1871年—？年），越南阮朝官員。

## 生平
黎至詢是廣平省廣澤府宣政縣順示總臨春社（今屬廣平省廣澤縣春和社）人，嗣德二十四年（1871年）出生。黎至詢是從省上項蔭生，成泰三年（1891年）和成泰九年（1897年）兩次參加承天場鄉試，均考中秀才。成泰十九年（1907年），黎至詢以上項蔭生秀才的身份參加會試，庭試考中第三同甲進士出身。啟定初，任承天府丞。啟定四年（1919年），改任兵部侍郎。